# Matorraltapaculo
De Matorraltapaculo (Scytalopus griseicollis) is een zangvogel uit de familie Rhinocryptidae (tapaculo's).

## Verspreiding en leefgebied
Deze soort is endemisch in Colombia en telt twee ondersoorten:
- S. g. gilesi: Yariguiesgebergte.
- S. g. griseicollis: Cundinamarca en Boyacá.

## Status
De grootte van de populatie is niet gekwantificeerd maar de soort wordt omschreven als vrij algemeen rondom Bogota. Op de Rode lijst van de IUCN heeft deze soort de status niet bedreigd.